# 久野知美
久野 知美（くの ともみ、1982年7月21日 - ）は、日本のフリーアナウンサー、レポーター、タレント。大阪府寝屋川市出身。身長154cm。血液型A型。

## 経歴
立命館宇治高等学校、立命館大学文学部心理学科卒業。 大学卒業後、舞夢プロ所属。2008年に上京しホリプロに移籍。2022年にホリプロを「卒業」。2022年10月からノースプロダクション所属。2025年3月末をもってノースプロダクションを「卒業」（退所）した。

## 人物・エピソード
2003年度準ミス立命館大学。 趣味は鉄道、国内・海外ぶらり旅、動画ブログ、アロマテラピー、インテリアコーディネート、節約、お笑い観賞。
鉄道チャンネルの番組出演時は「鉄道チャンネル局アナウンサー」を名乗っている。鉄道ファンであるが、「鉄子」と呼ばれることは好まず、新しい呼称として「女子鉄（じょしてつ）」と表現して欲しいと言っている（このことから「女子鉄アナウンサー」と言われている）。子供の頃から京阪電気鉄道が好きだったことが、鉄道ファンになるきっかけ。国内旅行は、青春18きっぷで巡る「18キッパー」。東京キー局の受験をする際も、ムーンライトながらに乗って上京した。ホリプロでの当初の担当マネージャーは南田裕介で、2022年現在でも共に鉄道イベントなどに出演することがある。『鉄子の育て方』の主人公・あずさのモデルとされている。また、海外に詳しく、単身でフォトライターとしても活動している。
2015年2月1日札幌発「トワイライトエクスプレス」に乗車したところ、東北地方の大雪の影響で15時間半の記録的遅延となったが、終点の大阪まで完乗した。この件について後日デイリースポーツや毎日新聞の取材を受けるなどしている。
2018年10月には初の著書『鉄道とファン大研究読本～私たち車両限界、超えました～』を発売し、書店で南田と共に著書に関するトークイベントを開催。「アナウンサーの仕事を始めたときに志した、大好きな“ひと・モノ・コト”にスポットライトを浴びてもらうという目標を、『本』という形でひとつの車両にまとめてお届けできる幸せを噛み締めております。」と語った。
2020年5月のタモリ倶楽部「鉄道を制する者は受験を制す!?難関中学入試問題vsタモリ電車クラブ」では初登場でタモリ鉄道クラブ仮会員となるが、難関中学入試問題をただ1人全問正解で正式に本会員になった。
2019年からは日本鉄道賞選考委員を務める。

## 出演

### 出演中の番組

#### テレビ
- スーパーJチャンネル（テレビ朝日）：リポーター
- なないろ日和!（テレビ東京）：リポーター
- よじごじDays (2019年4月25日 - 、テレビ東京) 中継リポーター
- ハーフタイムツアーズ (2021年 - 、テレビ東京)
- 友近・礼二の妄想トレイン (2020年6月8日 -、BS日テレ) - アシスタント[12]
- 鉄道伝説SP（BSフジ）：2017年5月7日・2018年3月11日・10月14日、2019年4月1日・10月13日、2020年4月26日・10月17日、2021年4月25日・10月10日、（スタジオ・インドネシアリポート、MCなどを担当）
- 日本薬師堂テレビショッピングスペシャル（MC）

### 過去の出演番組

#### テレビ・ラジオ（レギュラー）
- 拝啓!!鉄道人（テレ朝チャンネル）：#25〜27 始発まで生テレビ
- イブニングワイド（TBS）：レギュラーリポーター
- チャージ730!（テレビ東京）：チャージリポーター
- モーニングチャージ!（テレビ東京）：チャージリポーター
- ワッチミー!TV×TV（BSフジ）：リポーター
- 情報特急255→情報特急546（鉄道チャンネル）：2011年8月 - 2012年11月
- 鉄音アワーTV（鉄道チャンネル）：MC
- 鉄道カワイイTV（鉄道チャンネル）：MC
- ザ・サンデー千葉市（千葉テレビ放送）：2011年4月 - 2012年3月：レポーター
- 笑神様は突然に…（日本テレビ）：2013年4月19日、5月19日、2014年10月24日、2015年4月17日
- クイズ“鉄”の時間（NHKラジオ第1）：2013年10月14日：進行役
- 今日は一日“鉄うた”三昧（NHK-FM）：2015年10月、2016年10月：久野知美の鉄Qコーナー担当ほか[いつ?]
- 昭和・平成 鉄道の時代（テレ朝チャンネル）：#19～20 鉄道博物館特集、2016年1月25日、#32～33碓氷峠鉄道文化むら、2016年10月14日：ナビゲーター（番組史上初）
- ホリプレゼンツ 求人任三郎がいく!（千葉テレビ放送）:2014年4月4日～2017年10月6日
- 戦国鍋TV 〜なんとなく歴史が学べる映像〜（テレビ神奈川）
- 鉄子の育て方（名古屋テレビ放送）：本人役
- 乗りものニュース1155（2018年4月8日 - 2019年3月31日、TBSラジオ）
- ミッドナイト★トレ活 (2021年4月22日 - 2022年4月1日、BSフジ、不定期放送) - MC[13]
- 鉄旅・音旅 In Summer!/Winter!（NHKラジオ第1）：2018年8月8日 - 10日、2019年1月2日 - 3日（土屋礼央・六角精児と司会進行）
- 鉄旅・音旅 出発進行! 音で楽しむ鉄道旅（NHKラジオ第1）（2019年10月5日 - 2022年4月1日）：土屋礼央、野月貴弘とMCを担当
- スギテツのGRAND NACK RAILROAD（NACK5）（2011年10月2日 - 2022年10月30日）：「つれづれTRAIN」コーナーを杉浦哲郎と、「女子鉄レポート」を単身で担当。コーナーパーソナリティとして、11年間唯一レギュラー出演を続けた。
- Let'sトレ活（2022年4月11日 - 2025年3月11日、BSフジ、月1回放送） - MC[14]

#### テレビ・ラジオ（準レギュラー）
- Japan Railway Journal（NHKワールドTV）
- お願い!ランキング（テレビ朝日）：2013年9月21日・2015年9月17日・29日・2017年5月8日（「銚子電鉄のスゴいとこランキング[15]」）、8月17日
- 芸能界鉄道研究会 鉄研 2018（中京テレビ放送）：2018年2月3日、9月25日
- 鉄オタ選手権（NHK総合）[16]：2019年2月22日、3月10日、6月30日、2023年7月21日
- タモリ倶楽部 「タモリ電車クラブ」スパドラ伊藤壮吾ら、鉄道マニアのプライドかけ難関中学入試に挑戦（テレビ朝日）： 2020年5月15日[17]

#### テレビ・ラジオ（特別番組など）
- 満たして!好奇心（関西テレビ放送）
- 明石家さんちゃんねる（TBS）
- ココリコミリオン家族（テレビ東京）
- 向谷鉄道倶楽部（フジテレビNEXT）：#2、3（2012年5月31日、6月21日）：アシスタント（横尾真梨子の代役（イベント）、ゲスト）
- 鉄子の育て方（名古屋テレビ放送）：本人役
- オトメン(乙男)夏〜（フジテレビ）：2009年8月22日
- ブロサー（テレビ朝日）：2012年7月
- 学生才能発掘バラエティ　学生HEROES!（テレビ朝日）：：2013年2月27日
- 激論!どっちマニア（テレビ朝日）：2013年1月19日：西武鉄道マニア
- お願い!ランキングGOLD　実はスゴい駅総選挙2時間SP（テレビ朝日）
- セキララ☆新発見 ものしりティーチャー（関西テレビ、2013年11月4日）
- 星新一ミステリーSP「七人の犯罪者」（フジテレビ）：2014年2月15日：アナウンサー 役
- 今夜くらべてみました（日本テレビ）：2014年7月1日
- 知っとこ!（毎日放送）：2014年7月26日[18]
- 有吉ジャポン（TBS）：2014年11月14日[19]
- 情報7days ニュースキャスター（TBS）：2015年2月7日[20]
- ネプリーグ（フジテレビ）：2015年3月30日[21]
- スクール革命!（日本テレビ）：2015年5月3日[22]
- あさテツ（テレビ朝日）：2015年8月30日
- この春食べたい!ニッポン列島 駅弁百景（BS日テレ）：2015年4月2日：ゲスト
- 知ってびっくり!クイズ北海道新幹線（NHK総合）：2015年10月30日、11月7日：司会進行・アシスタント
- HELLO WORLD（J-WAVE）：ハロワ鉄博2016、2016年2月16日：ゲスト（南田裕介との通称アナマネコンビ）
- 鉄男の旅スペシャル（テレ朝チャンネル）：2016年3月27日他リピート：ゲスト
- この春食べたい!ニッポン列島 駅弁百景2（BS日テレ）：2016年3月30日：ゲスト（ヨネスケとペア　※別ペアは西岡徳馬親子
- POP UP!（J-WAVE）：グッとくる東京の路線、2016年4月19日：電話インタビュー
- AbemaPrime（AbemaTV）：2016年5月20日：ゲスト
- ドラマミステリーズ 〜カリスマ書店員が選ぶ珠玉の一冊〜（フジテレビ）：2017年4月22日
- GOLD RUSH（J-WAVE）：2017年4月28日、2018年3月30日：ゲスト（南田裕介との通称アナマネコンビ）
- 戸田恵子オトナクオリティ（ニッポン放送）：2017年7月30日：ゲスト
- 高橋みなみの これから、何する?（TOKYO　FM）：2017年7月27日：鉄道の先生
- 業界用語大辞典（BSフジ）：2017年10月14日：鉄道記者
- POWER BAY MORNING（bay-fm）：2018年5月11日、10月5日：ゲスト
- ピートのふしぎなガレージ（TOKYO FM）：2018年8月25日：ゲスト
- カメレオンパーティー（FM NACK5）：2018年11月25日ほか多数：ゲスト
- ズームイン!!サタデー（日本テレビ）：2017年8月26日[23]
- #ハイ_ポール（フジテレビ）：2017年9月7日 [18]
- リトルトーキョーライフ（テレビ東京）【“鉄道”の専門家にヤバい質問】 ：2017年9月20日 [18]
- 九州の挑戦者たち（テレビ西日本）：2018年8月25日（「密着！ライフラインの舞台裏[24]」）
- テンション上がる会?〜地球のことで熱くなれ!〜（テレビ朝日）：2018年1月14日[25]
- 決定!歴史を駆け抜けた日本の鉄道車両ベスト30 (BSフジ) - MC[26]
- 赤江珠緒 たまむすび（TBSラジオ）：2021年7月8日,2022年12月1日 - おもしろい大人（ゲスト）
- アウトデラックス（フジテレビ）：2021年8月26日 - ゲスト[27]
- 東大王SP（TBS）：2021年12月15日 - 鉄道のプロフェッショナル（ゲスト）

### CM
- 協和発酵バイオ「リメイク オルニチン」（2011年）
- ロート製薬 「Vロート」（2014年）
- ネイチャー・ラボ 「TO BE WHITE」（2014年）

## 車内自動放送
- TJライナー（2016年3月16日 - ）[28]
- 東武500系電車（2017年4月21日 - ）[29]
- 東武70000系電車（2017年7月7日 - ）[30][31]
- 東武20400型電車（2018年9月 - ）[32][33]
- 川越特急（2019年3月16日 - ）[34]
- THライナー（2020年6月6日 - ）※全区間担当。[35]
- 西武4000系電車『西武 旅するレストラン 52席の至福』（2016年4月17日 - ）[36]
- 西武001系電車（2019年3月16日 - ）[37]
- 北総鉄道乗換案内（2018年4月 - ）[38]
- トミーテック 「TCS ホーム用サウンドユニット」搭載アナウンス（野月貴弘とのペア）[39]

## 著書
- 『鉄道とファン大研究読本 私たち車両限界、超えました』（監修:南田裕介）（2018年10月15日、カンゼン）ISBN 9784862554819
- 『女子鉄アナウンサー久野知美の かわいい鉄道』（2019年5月16日、山と渓谷社）ISBN 9784635821223
- 『京急とファン大研究読本 赤い電車に魅せられて』（監修:南田裕介）（2019年11月5日、カンゼン）ISBN 9784862555236
- 『東京メトロとファン大研究読本 一度地下に潜ると、抜け出せません！』（監修:南田裕介）（2021年3月12日、カンゼン）ISBN 9784862555878
- 『東急電鉄とファン 大研究読本 進化し続ける銀色電車』（監修:南田裕介）（2022年8月2日、カンゼン）ISBN 9784862556585
- 『近鉄とファン大研究読本 私たち、ついに関西に乗り入れました』（著者:久野知美、監修:南田裕介 福原稔浩）（2023年12月18日、カンゼン）ISBN 9784862556929

## DVD
- 久野知美の近鉄大和西大寺 探訪（2016年5月27日、マルティ・アンド・カンパニー ERMA62）